# Campeonato de Tercera División 2019-20 (Argentina)
El Campeonato de Tercera División 2019-20 fue la septuagésima primera edición del campeonato en la era profesional.
Fue disputado por las reservas de los clubes directamente afiliados de la Primera Nacional, Primera B y Primera C, divididos en tres torneos exclusivos para cada categoría.
El campeonato fue suspendido, provisionalmente, después de la disputa parcial de la undécima fecha de los torneos de Primera Nacional y Primera B, y decimosexta fecha de la Primera C, por las medidas gubernamentales para evitar la propagación de la covid-19. Finalmente, el 28 de abril, la Asociación del Fútbol Argentino canceló el torneo a causa de la extensión de la pandemia.

## Equipos participantes

### Primera Nacional
| Equipo                 | Ciudad          | Estadio                       | Capacidad |
| ---------------------- | --------------- | ----------------------------- | --------- |
| All Boys               | Buenos Aires    | Islas Malvinas                | 21 500    |
| Almagro                | José Ingenieros | Tres de Febrero               | 19 000    |
| Atlanta                | Buenos Aires    | Don León Kolbowsky            | 18 000    |
| Barracas Central       | Buenos Aires    | Claudio Chiqui Tapia          | 4400      |
| Brown                  | Adrogué         | Lorenzo Arandilla             | 4500      |
| Chacarita Juniors      | Villa Maipú     | Chacarita Juniors             | 26 530    |
| Defensores de Belgrano | Buenos Aires    | Juan Pasquale                 | 10 000    |
| Deportivo Morón        | Morón           | Nuevo Francisco Urbano        | 35 000    |
| Deportivo Riestra      | Buenos Aires    | Guillermo Laza                | 4000      |
| Estudiantes            | Caseros         | Ciudad de Caseros             | 16 700    |
| Ferro Carril Oeste     | Buenos Aires    | Arquitecto Ricardo Etcheverri | 24 442    |
| Nueva Chicago          | Buenos Aires    | Nueva Chicago                 | 25 000    |
| Platense               | Florida         | Ciudad de Vicente López       | 34 530    |
| Quilmes                | Quilmes         | Centenario Ciudad de Quilmes  | 32 200    |
| Sarmiento              | Junín           | Eva Perón                     | 22 000    |
| Temperley              | Turdera         | Alfredo Beranger              | 18 000    |
| Tigre                  | Victoria        | José Dellagiovanna            | 26 282    |
| Villa Dálmine          | Campana         | El Coliseo de Mitre y Puccini | 11 250    |

#### Distribución geográfica de los equipos
| Región                                   | Cant. | Equipos |
| ---------------------------------------- | ----- | --- |
| Conurbano bonaerense                     | 9     | Almagro, Brown de Adrogué, Chacarita Juniors, Deportivo Morón, Estudiantes, Platense, Quilmes, Temperley y Tigre.  |
| Ciudad de Buenos Aires                   | 7     | All Boys, Atlanta, Barracas Central, Defensores de Belgrano, Deportivo Riestra, Ferro Carril Oeste y Nueva Chicago |
| Interior de la provincia de Buenos Aires | 2     | Sarmiento y Villa Dálmine                                                                                          |

### Primera B
| Equipo               | Localidad            | Estadio                      | Capacidad |
| -------------------- | -------------------- | ---------------------------- | --------- |
| Acassuso             | Boulogne             | La Quema                     | 800       |
| Almirante Brown      | San Justo            | Fragata Presidente Sarmiento | 25 000    |
| Argentino de Quilmes | Quilmes              | Argentino de Quilmes         | 7000      |
| Colegiales           | Munro                | Libertarios Unidos           | 6000      |
| Comunicaciones       | Buenos Aires         | Alfredo Ramos                | 3500      |
| Defensores Unidos    | Zárate               | Mario Losinno                | 8000      |
| Deportivo Armenio    | Ingeniero Maschwitz  | Armenia                      | 10 500    |
| Fénix                | La Reja              | No posee                     | -         |
| Flandria             | Jáuregui             | Carlos V                     | 5000      |
| J. J. de Urquiza     | Loma Hermosa         | Ramón Roque Martín           | 2500      |
| Los Andes            | Lomas de Zamora      | Eduardo Gallardón            | 35 000    |
| Sacachispas          | Buenos Aires         | Beto Larrosa                 | 4000      |
| San Miguel           | Los Polvorines       | Malvinas Argentinas          | 9000      |
| San Telmo            | Dock Sud             | Dr. Osvaldo Baletto          | 5500      |
| Talleres             | Remedios de Escalada | Talleres                     | 15 000    |
| Tristán Suárez       | Tristán Suárez       | 20 de Octubre                | 15 000    |
| UAI Urquiza          | Villa Lynch          | Monumental de Villa Lynch    | 1000      |
| Villa San Carlos     | Berisso              | Genacio Sálice               | 4000      |

| 1. 2. |

#### Distribución geográfica de los equipos
| Región                                   | Cant. | Equipos |
| ---------------------------------------- | ----- | --- |
| Conurbano bonaerense                     | 13    | Acassuso, Almirante Brown, Argentino de Quilmes, Colegiales, Deportivo Armenio, Fénix, Justo José de Urquiza, Los Andes, San Miguel, San Telmo, Talleres (RdE), Tristán Suárez y UAI Urquiza |
| Ciudad de Buenos Aires                   | 2     | Comunicaciones y Sacachispas |
| Interior de la provincia de Buenos Aires | 2     | Defensores Unidos y Flandria |
| Gran La Plata                            | 1     | Villa San Carlos |

### Primera C
| Equipo              | Ciudad            | Estadio                         | Capacidad |
| ------------------- | ----------------- | ------------------------------- | --------- |
| Argentino de Merlo  | Merlo             | Merlo                           | 11 000    |
| Berazategui         | Berazategui       | Norman Lee                      | 5500      |
| Cañuelas            | Cañuelas          | José Alfredo Arín               | 2000      |
| Central Córdoba     | Rosario           | Gabino Sosa                     | 18 000    |
| Deportivo Español   | Buenos Aires      | Nueva España                    | 32 500    |
| Deportivo Laferrere | Laferrere         | Ciudad de Laferrere             | 13 000    |
| Deportivo Merlo     | Parque San Martín | José Manuel Moreno              | 10 000    |
| Dock Sud            | Dock Sud          | De los Inmigrantes              | 8200      |
| El Porvenir         | Gerli             | Gildo Francisco Ghersinich      | 14 000    |
| Excursionistas      | Buenos Aires      | Excursionistas                  | 7200      |
| Ferrocarril Midland | Libertad          | Ciudad de Libertad              | 6000      |
| General Lamadrid    | Buenos Aires      | Enrique Sexto                   | 3500      |
| Ituzaingó           | Ituzaingó         | Carlos Alberto Sacaan           | 5000      |
| Leandro N. Alem     | General Rodríguez | Leandro N. Alem                 | 4000      |
| Luján               | Luján             | Municipal de la Ciudad de Luján | 4000      |
| Real Pilar          | Pilar             | Carlos Barraza                  | 10 000    |
| San Martín          | Burzaco           | Francisco Boga                  | 6500      |
| Sportivo Italiano   | Ciudad Evita      | República de Italia             | 7000      |
| Victoriano Arenas   | Valentín Alsina   | Saturnino Moure                 | 1500      |

|  |

#### Distribución geográfica de los equipos
| Región                                   | Cant. | Equipos |
| ---------------------------------------- | ----- | --- |
| Conurbano bonaerense                     | 11    | Argentino de Merlo, Berazategui, Deportivo Laferrere, Deportivo Merlo, Dock Sud, El Porvenir, Ituzaingó, Midland, San Martín (B), Sportivo Italiano y Victoriano Arenas |
| Interior de la provincia de Buenos Aires | 4     | Cañuelas, Leandro N. Alem, Luján y Real Pilar |
| Ciudad de Buenos Aires                   | 3     | Deportivo Español, Excursionistas y General Lamadrid |
| Ciudad de Rosario                        | 1     | Central Córdoba |

## Sistema de disputa

### Tercera Nacional
Los equipos se enfrentaban bajo el sistema de todos contra todos a una rueda. El ganador avanzaba a la final y los posicionados del 2.° al 5.° lugar iban a disputar el Torneo Reducido.
- Torneo Reducido: Los equipos se iban a enfrentar a eliminación directa, a único partido, ejerciendo de local el equipo mejor posicionado. En caso de empate, se ejecutaban tiros desde el punto penal. El ganador iba a avanzar a la final.
- Final: Los finalistas iban a enfrentarse a único partido en campo de juego neutral. En caso de empate, se ejecutaban tiros desde el punto penal. El ganador se consagraba campeón.

### Tercera B
Los equipos se enfrentaban bajo el sistema de todos contra todos a una rueda. El ganador se consagraba campeón.

### Tercera C
Los equipos se enfrentaban bajo el sistema de todos contra todos a una rueda. Los cuatro mejores iban a disputar la fase final.
- Fase final: Los clasificados iban a enfrentarse a eliminación directa a único partido, ejerciendo de local en semifinales el equipo mejor ubicado y jugandose en campo de juego neutral en la final. En caso de empate, se iban a ejecutar tiros desde el punto penal. El ganador iba a consagrarse campeón.

## Torneo de Primera Nacional
| Pos. | Equipo                 | Pts. | J  |
| ---- | ---------------------- | ---- | -- |
| 1.°  | Ferro Carril Oeste     | 25   | 11 |
| 2.°  | Deportivo Riestra      | 21   | 11 |
| 3.°  | Atlanta                | 19   | 10 |
| 4.°  | Quilmes                | 18   | 11 |
| 5.°  | Estudiantes            | 18   | 10 |
| 6.°  | Sarmiento              | 16   | 11 |
| 7.°  | Dep. Morón             | 16   | 11 |
| 8.°  | Barracas Central       | 16   | 11 |
| 9.°  | Platense               | 15   | 11 |
| 10.° | Tigre                  | 15   | 11 |
| 11.° | Defensores de Belgrano | 15   | 10 |
| 12.° | Nueva Chicago          | 14   | 11 |
| 13.° | Chacarita Juniors      | 13   | 11 |
| 14.° | All Boys               | 12   | 11 |
| 15.° | Villa Dálmine          | 9    | 11 |
| 16.° | Brown                  | 8    | 10 |
| 17.° | Temperley              | 7    | 11 |
| 18.° | Almagro                | 5    | 11 |

## Torneo de Primera B
| Pos. | Equipo                | Pts. | J  |
| ---- | --------------------- | ---- | -- |
| 1.°  | Armenio               | 25   | 11 |
| 2.°  | UAI Urquiza           | 20   | 11 |
| 3.°  | Acassuso              | 18   | 10 |
| 4.°  | San Miguel            | 17   | 10 |
| 5.°  | Argentino de Quilmes  | 16   | 10 |
| 6.°  | San Telmo             | 15   | 9  |
| 7.°  | Almirante Brown       | 15   | 11 |
| 8.°  | Comunicaciones        | 13   | 11 |
| 9.°  | Talleres              | 12   | 9  |
| 10.° | Tristán Suárez        | 12   | 10 |
| 11.° | Villa San Carlos      | 12   | 9  |
| 12.° | Justo José de Urquiza | 12   | 10 |
| 13.° | Fénix                 | 11   | 10 |
| 14.° | Sacachispas           | 10   | 10 |
| 15.° | Los Andes             | 9    | 11 |
| 16.° | Colegiales            | 7    | 8  |
| 17.° | Flandria              | 7    | 10 |
| 18.° | Defensores Unidos     | 7    | 10 |

## Torneo de Primera C
| Pos. | Equipo              | Pts. | J  |
| ---- | ------------------- | ---- | -- |
| 1.°  | Cañuelas            | 39   | 15 |
| 2.°  | El Porvenir         | 39   | 15 |
| 3.°  | Victoriano Arenas   | 34   | 16 |
| 4.°  | Excursionistas      | 28   | 16 |
| 5.°  | Ferrocarril Midland | 27   | 15 |
| 6.°  | Italiano            | 25   | 16 |
| 7.°  | Merlo               | 22   | 15 |
| 8.°  | Berazategui         | 22   | 16 |
| 9.°  | Deportivo Laferrere | 20   | 14 |
| 10.° | Dock Sud            | 19   | 15 |
| 11.° | Dep. Español        | 17   | 15 |
| 12.° | Luján               | 17   | 15 |
| 13.° | Argentino (M)       | 16   | 15 |
| 14.° | Real Pilar          | 15   | 16 |
| 15.° | General Lamadrid    | 13   | 14 |
| 16.° | San Martín          | 12   | 16 |
| 17.° | Ituzaingó           | 12   | 15 |
| 18.° | Leandro N. Alem     | 5    | 15 |